# Parafia św. Marii Magdaleny w Stonawie
Parafia św. Marii Magdaleny w Stonawie – parafia rzymskokatolicka znajdująca się w Stonawie, w kraju morawsko-śląskim w Czechach. Należy do dekanatu Karwina diecezji ostrawsko-opawskiej. Proboszczem parafii jest od 2010 ks. Roland Manowski-Słomka. 
Msze prowadzone są również w języku polskim dla polskiej mniejszości.

## Historia

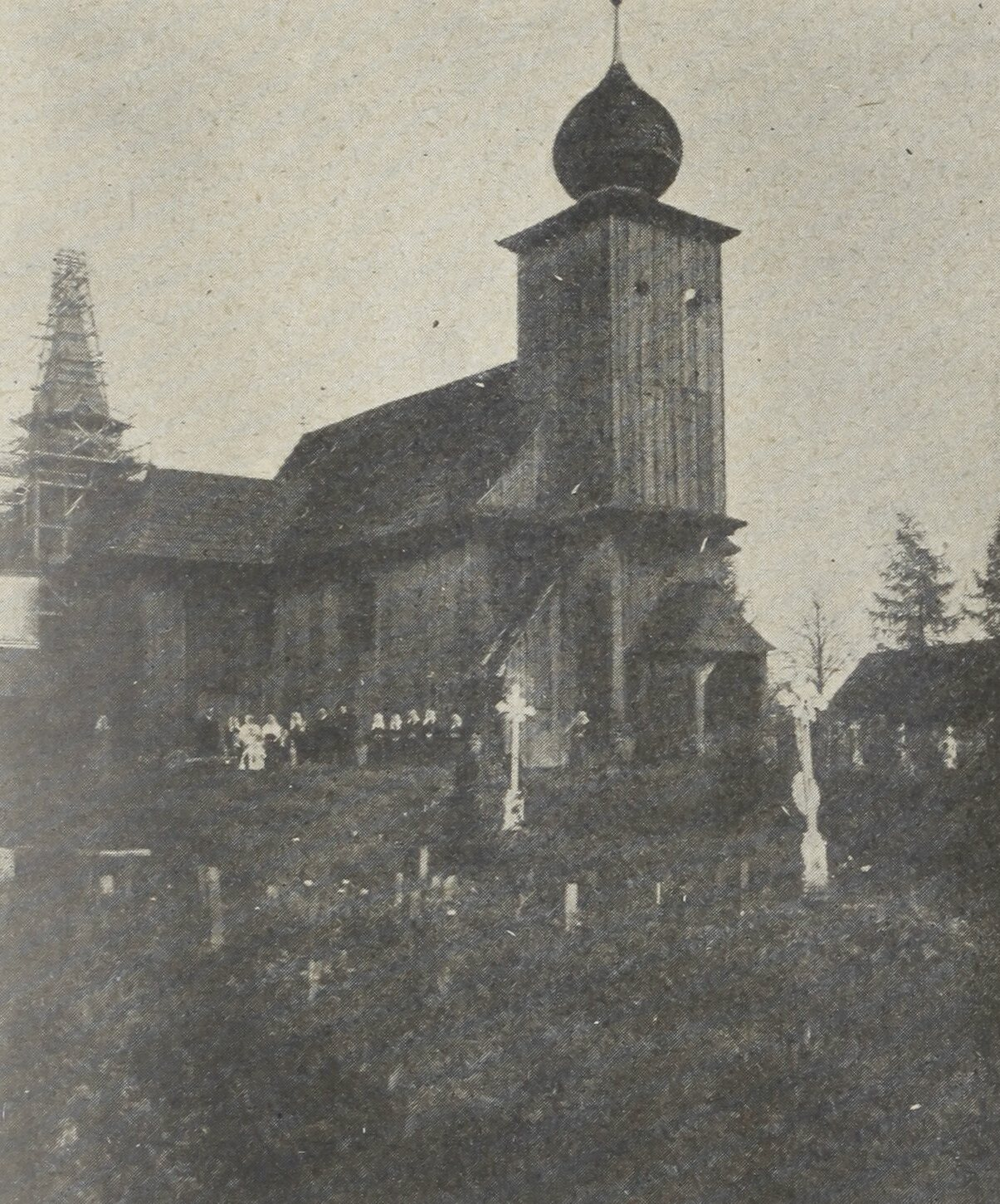
Stary drewniany kościół

Parafia powstała w XIV lub w pierwszej połowie XV wieku. Została wymieniona w spisie świętopietrza, sporządzonym przez archidiakona opolskiego Mikołaja Wolffa w 1447, pośród innych parafii archiprezbiteratu (dekanatu) w Cieszynie pod nazwą Stinavia. Na podstawie wysokości opłaty w owym sprawozdaniu liczbę ówczesnych parafian (we wszystkich podległych wioskach) oszacowano na 90.
W okresie reformacji kościół został przejęty przez ewangelików. 26 marca 1654 został im odebrany przez specjalną komisję. Następnie Stonawa stanowiła filię parafii w Karwinie.
Po I wojnie światowej Stonawa, będąca już lokalią, znalazła się w granicach Czechosłowacji, wciąż jednak podległa była diecezji wrocławskiej, pod zarządem specjalnie do tego powołanej instytucji zwanej: Knížebiskupský komisariát niský a těšínský. Kiedy Polska dokonała aneksji tzw. Zaolzia w październiku 1938 parafię jako jedną z 29 włączono pod jurysdykcję biskupa diecezji ślaskiej /katowickiej/ ks. Stanisława Adamskiego, a 1 stycznia 1940 z powrotem do diecezji wrocławskiej. W 1947 obszar ten wyjęto ostatecznie spod władzy biskupów wrocławskich i utworzono Apostolską Administraturę w Czeskim Cieszynie, podległą Watykanowi. W 1978 obszar Administratury podporządkowany został archidiecezji ołomunieckiej. W 1996 wydzielono z archidiecezji ołomunieckiej nową diecezję ostrawsko-opawską.
Obecny kościół parafialny budowany w stylu neogotyckim a poświęcony w 1910 roku stanowi "perłę" architektury sakralnej w regionie. Regularnie odbywają się w nim koncerty organowe oraz różne inne uroczystości religijno-kulturalne, jak chociażby znany w całej okolicy Śląska Cieszyńskiego (również po polskiej stronie granicy) odpust parafialny. Przypada zawsze w najbliższą niedzielę w okolicach liturgicznego święta św. Marii Magdaleny (22 lipca). Nabożeństwa, które odbywają się w kościele łączą katolików 2 narodowości: czeskiej i polskiej. Msze św. niedzielne odprawiane są w 2 językach na zmianę: polskim i czeskim.